# Goleniów
Goleniów er en by i det vestlige Polen, i zachodniopomorskie voivodskab (Stettin Byområdet), på Goleniów-sletten. Goleniów er hovedsæde for amtet Powiat goleniowski. Goleniów ligger ved floden Ina tæt på Szczecin.
Den internationale lufthavn Szczecin-Goleniów "Solidarność" Airport ligger lige øst for byen. Byen er også en transport knudepunktet for Europavej E28 og Europavej E65 og jernbanetransport med togforbindelser til Szczecin, Świnoujście og Kołobrzeg.

## Natur
- Goleniowska Skoven

## Byer ved Goleniów
- Stettin
- Stargard Szczeciński
- Police (vest for Oder)
- Nowogard
- Maszewo
- Stepnica

## Landsbyer ved Goleniów
- Kliniska Wielkie
- Święta ved floden Oder (østlige bred) ved Police
- Przybiernów
- Babigoszcz
- Lubczyna